# Ovesné vločky
Ovesné vločky jsou obilný výrobek vzniklý rozdrcením ovesných zrn.
Z ovesných vloček se připravuje řada pokrmů spadajících do kategorie „zdravé výživy“, především müsli, a používají se též při výrobě celozrnného pečiva. Jsou cenným zdrojem řady živin.

## Historie
Bratři Kelloggové tuto potravinu (tak jako i kukuřičné lupínky), pro mnišsky nízkou nutriční hodnotu, zavedli jako zbraň proti masturbaci a pak byla založena i firma Kellogg.

## Výroba
Ovesné vločky se vyrábějí loupáním ovsa z napařovaných obilek. Po vyčištění hrubého zrna se obilná zrna na několik hodin vystaví nejprve vlhku, poté suchému teplu v sušárně. Při tomto ošetření vzniká typické ořechové aróma budoucích vloček. Teplem se rovněž inaktivují látky štěpící tuky (enzymy), které by jinak při skladování působily nepříjemnou žluklou, hořkou pachuť. Pluchy se při sušení uvolní a lze je snadno oddělit v bubnovém nebo odstředivém loupači (dříve se odíraly mezi mlýnskými kameny). Po usušení se ovesná zrna třídí dle velikosti.
K výrobě ovesných vloček se ovesná jádra spaří a na mačkací stolici se rozlisují naplocho pomocí rotujících kovových válců.
Při výrobě drobných vloček se jádra před válcováním nařežou na kousky (ovesnou krupici). Prodávají se též vločky instantní, jež se vyrábějí z ovesné mouky a po namočení jsou rychle rozpustné.

## Význam pro zdravou výživu

### Obsah živin
Ovesné vločky mají vysoký obsah bílkovin, nenasycených mastných kyselin, slizových látek, vitamínů B1, B6 a E, železa a vápníku. Obsahují též fosfor a lecitin. Obsahují průměrně 66,5% sacharidů, 14,4% bílkovin a 6,8% tuku. Právě kvůli vysokému obsahu tuku se nedají dlouho skladovati, aby nežlukly.

### Zdravotní účinky
Ovesné vločky jsou lehce stravitelné a známé svým obsahem lehce rozpustné vlákniny, která reguluje cholesterol a glukózu v krvi.
Často proto též tvoří základ výživy atletů, zejména vzpěračů. Ovesné vločky pomáhají snižovat krevní tlak[zdroj?]. Oves má posilující účinky, blahodárně působí na nervovou soustavu a tlumí zvýšenou činnost štítné žlázy.

## Použití

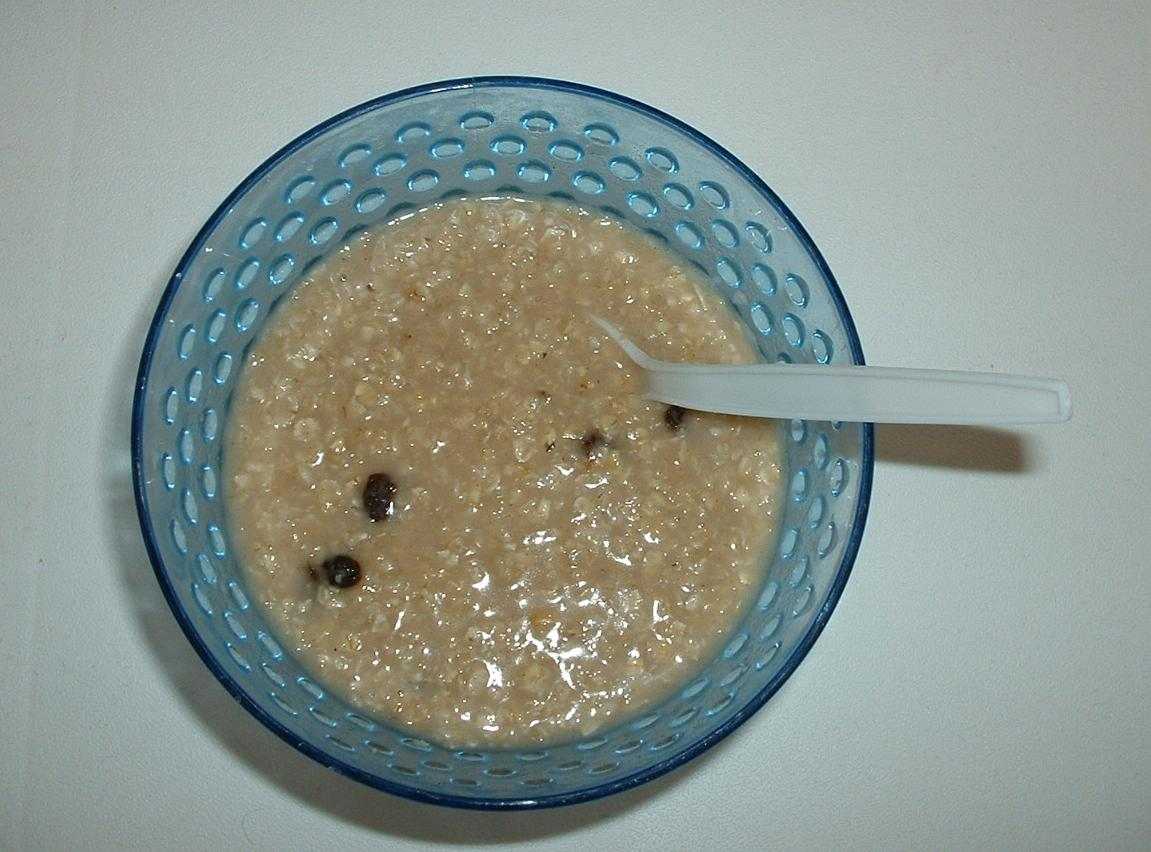
Ovesná kaše s rozinkami

### V kuchyni
Přibližně od začátku 60. let 20. století roste zájem o ovesné vločky v souvislosti s jejich pozitivním působením na lidské zdraví. Studie dokazují, že každodenní konzumace jedné misky ovesných vloček může snižovat hladinu cholesterolu v krvi,[zdroj⁠?!] navíc snižují vysoký krevní tlak.. V USA tyto zprávy koncem 80. let vyvolaly obrovskou popularitu ovesných vloček, která však netrvala dlouho a začátkem 90. let opět opadla.
Z ovesných vloček se připravuje především ovesná kaše, v současnosti nejčastěji nasladko; může však být i slaná. Vločky se krátce povaří v mléce a kaše se může obohatit nakrájeným čerstvým nebo sušeným ovocem, skořicí a dosladit medem či cukrem. Vločky lze pro zpestření též opražit. V racionální výživě slouží ovesné vločky též jako základ pro výrobu karbanátků a pomazánek.

### Další použití
Ovesné vločky se používají do některých alkoholických nápojů, v kosmetice (omlazovací přípravky na bázi ovesného mléka), do mýdel, v zevním lékařství a někdy též jako dochucovadlo v konzervách pro psy.